# John Lydon
Pour les articles homonymes, voir Johnny, Lydon et Rotten.
John Joseph Lydon, dit Johnny Rotten [ˈdʒɒni ˈɹɒtn̩], né à Londres le 31 janvier 1956, est un musicien britannique, chanteur du groupe punk emblématique les Sex Pistols, formé fin 1975, puis fondateur du groupe Public Image Limited (PiL) en 1978.
Par son attitude sarcastique et provocatrice, il fut un modèle pour toute une jeunesse révoltée et pour de nombreux autres groupes de rock que ses créations musicales ont beaucoup influencés.

## Biographie
Ses parents, John Christopher Lydon et Eileen (née Barry), sont tous les deux des immigrants irlandais catholiques.
Il grandit dans une cité à Finsbury Park, quartier à l'époque mal famé au nord de Londres (juste en face du stade d'Arsenal de Highbury, club qu'il soutient depuis sa plus tendre enfance) avec trois plus jeunes frères. Le logement est exigu et un clochard occupe même une boutique désaffectée jouxtant le logement de la famille Lydon. À l'âge de sept ans, le petit John contracte une méningite qui le plonge dans un coma intermittent pendant trois mois, effaçant en grande partie sa mémoire. La maladie ainsi que plusieurs ponctions lombaires lui laissent une cambrure permanente au niveau de la colonne vertébrale et endommage aussi sa vue, ce qui explique le regard si particulier de Lydon.
Finalement, son père le met à la porte. Il commence une vie de squatteur dans des maisons abandonnées avec John Simon Ritchie, qui plus tard deviendra Sid Vicious, tout en cherchant du travail à Londres. Il travaille entre autres avec son père sur des chantiers de constructions sur lesquels il officie en tant que dératiseur, et dans des centres de loisirs pour enfants.
Lydon et ses amis se plaisent à mélanger les styles, ceux qu'ils aiment et ceux qu'ils n'aiment pas. Les influences sont nombreuses, de  T. Rex, Can en passant par Faces, Big Youth, Alice Cooper ou Captain Beefheart. Johnny reconnaît qu'il s'est fortement inspiré de Peter Hammill dans sa façon de chanter et l'écoute des morceaux Nadir's big chance ou Byrthday special sortis en 1975, donne une bonne idée de cette influence.

### Sex Pistols

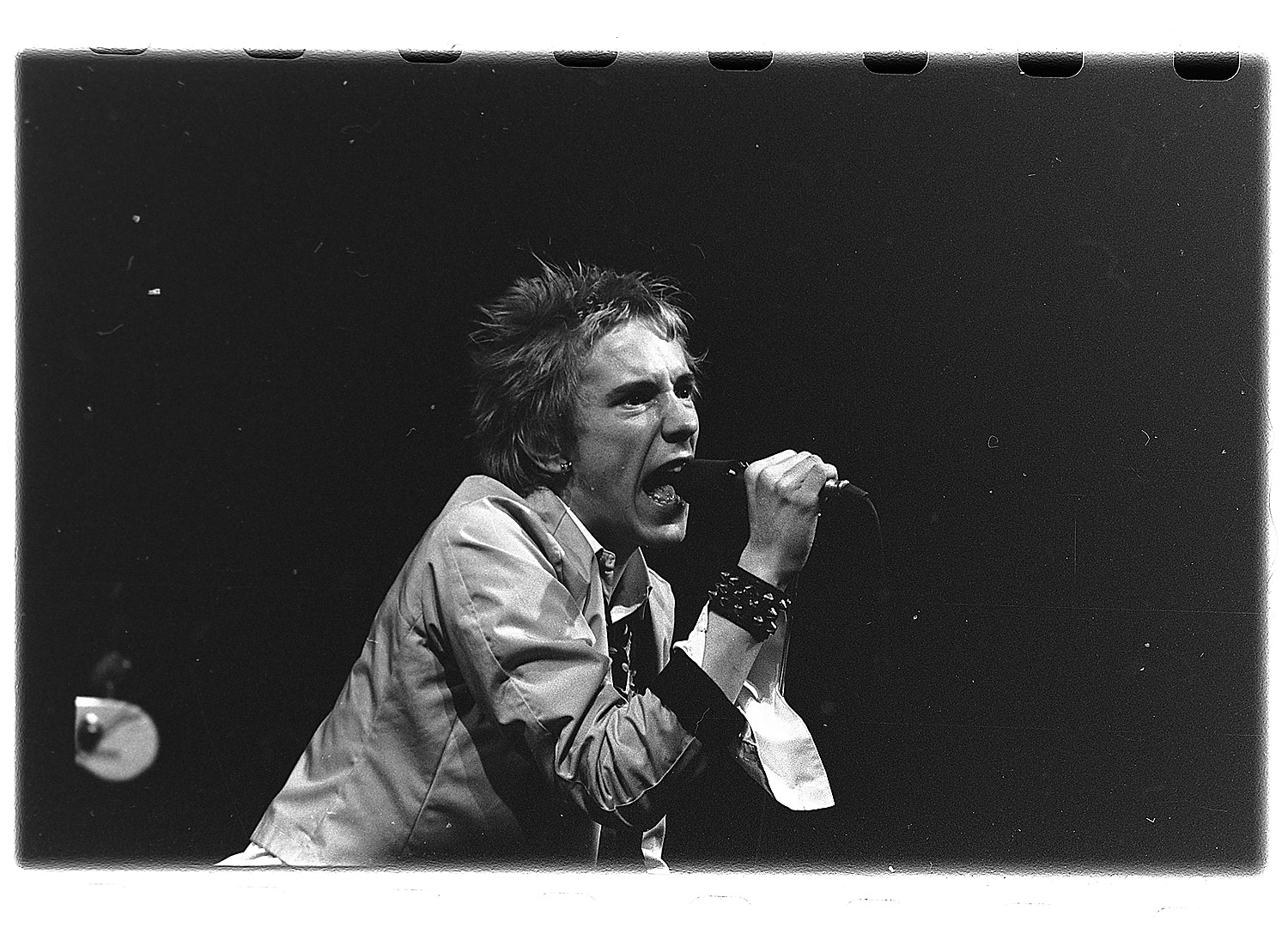
En Norvège en 1977.

En 1975, en traînant sur King's Road, devant la boutique SEX de Malcolm McLaren et de sa femme Vivienne Westwood, il est repéré par Bernard Rhodes, l'associé de McLaren. Ce dernier, revenu d'une courte tournée avec le groupe américain The New York Dolls, essaye de promouvoir un nouveau groupe formé par Steve Jones, Glen Matlock et Paul Cook appelé Sex Pistols. McLaren est impressionné par le look déguenillé de Lydon et son sens unique du style (surtout à cause de ses cheveux verts et de son T-Shirt Pink Floyd avec les mots « I hate » (« Je déteste ») gribouillés au feutre au-dessus du logo du groupe), et lui propose de passer une audition. Après avoir chanté Eighteen en parodiant Alice Cooper accompagné d'un juke-box, Lydon est retenu comme chanteur du groupe. Il reçoit le nom de scène Johnny Rotten (« Johnny le Pourri ») en référence à l'état de sa dentition.
En 1977, le groupe sort God Save the Queen pendant la semaine du jubilé d'argent de la reine Élisabeth II. La chanson est un succès, mais est sujette à tant de controverses que Lydon est attaqué dans la rue par un groupe de gens en colère. Il reçoit un coup de couteau à la main gauche, à la jambe et est blessé à l'œil par une bouteille de bière.
Son intérêt pour la musique dub, et son œuvre post-Sex Pistols avec Public Image Limited (PiL) et des artistes comme Afrika Bambaataa et Leftfield révèlent un musicien plus sophistiqué que ne l'aurait laissé supposer son travail avec les Pistols. En effet, on raconte que McLaren fut gêné lorsque Lydon révéla durant une interview à la radio que ses influences musicales incluaient Can, Captain Beefheart et Van der Graaf Generator. Ces groupes ne collaient pas avec l'image punk rock que McLaren voulait donner.
Les tensions entre Lydon et le bassiste Glen Matlock iront en grandissant. Lydon pensait que Matlock avait l'air trop innocent et faisait trop « de jolies choses comme les Beatles ». Comme remplaçant, Lydon conseilla John Simon Ritchie. Bien que Ritchie ne fût pas un musicien compétent, McLaren admit qu'il avait le look que le groupe recherchait : pâle, décharné, les cheveux en piques, avec des vêtements déchirés et un rictus permanent. Comme cette image était à l'opposé de la personnalité calme et timide de Ritchie, Lydon le surnomma en plaisantant Sid Vicious, du nom de son hamster (« vicieux » dans le sens de violent ou méchant).
La liaison chaotique de Ritchie avec sa petite amie Nancy Spungen et sa dépendance à l'héroïne qui allait empirant furent un important sujet de discorde au sein du groupe, plus particulièrement avec Lydon dont les remarques sarcastiques exacerbaient souvent la situation. Lydon mit fin à ce qui deviendrait la « Sid Vicious-era » lors d'un concert des Sex Pistols à San Francisco en janvier 1978 avec ces désormais légendaires mots pour le public : « Vous avez quelquefois l'impression de vous être fait avoir ? » (« Ever get the feeling you've been cheated? »). Peu de temps après, McLaren, Jones et Cook se rendirent au Brésil pour rencontrer le braqueur de train Ronnie Biggs. Lydon refusa d'y aller, sentant qu'ils essayaient de faire un héros d'un bandit qui avait violemment attaqué un conducteur de train pour voler la caisse. Ainsi, Lydon fut abandonné, pratiquement sans argent, à San Francisco.
La désintégration des Sex Pistols est racontée dans les documentaires D.O.A. et The Filth and the Fury (L'Obscénité et la Fureur). D.O.A. est filmé sans la permission du groupe ni du manageur, alors que Lydon refuse une quelconque responsabilité dans The Great Rock 'n' Roll Swindle. Bien que Lydon se montre très critique à l'égard de The Great Rock 'n' Roll Swindle, de nombreuses années plus tard, il consent à ce que Julien Temple réalise The Filth and the Fury: un film comportant des interviews inédites du groupe, caché dans l'ombre comme s'il faisait partie d'un programme de protection de témoins, et montrant Lydon étrangement sensible et ému à l'évocation de la mort de Sid Vicious.
Alors que le groupe est au sommet de sa carrière, on lui propose d'apparaître dans Who Killed Bambi? (en) (Qui a tué Bambi ?), un film dirigé par Russ Meyer et écrit par Roger Ebert, mais le projet n'aboutit pas.
En 2004, il refuse publiquement d'autoriser le label Rhino à inclure les chansons des Sex Pistols dans son album No Thanks!: The 70s Punk Rebellion, une compilation des chansons de plusieurs groupes punk rock influents.
En 2006, le Rock and Roll Hall of Fame inclut les Sex Pistols. Le groupe refuse d'assister à la cérémonie et ainsi de reconnaître l'admission des Pistols, se plaignant de s'être vu demander une grosse somme d'argent pour y assister.
Bien que Lydon réfute pendant de nombreuses années l'hypothèse d'une quelconque réunification des Sex Pistols, le groupe se reforme en 1996 avec Glen Matlock à la basse et depuis, réapparaît ponctuellement en concert.

### Public Image Limited (PiL)
En 1978, il forma le groupe post-punk Public Image Limited (PiL). Johnny Rotten quitta alors sa défroque légendaire d'icône punk (Image Publique), manipulée par Malcolm McLaren, et redevint John Lydon. Lorsqu'il quitta les Sex Pistols, McLaren lui interdit l'utilisation de ce pseudonyme, prétendant en détenir la paternité. Il abandonna ainsi l'image du plus provocant des punks (« I am an Antichrist ») qui lui brûlait la peau, pour trouver une alternative artistique aux Pistols et devenir une des personnalités marquantes du monde du rock.
PiL dura quatorze ans avec John Lydon comme seul membre permanent. Le groupe reçut un bon accueil pour son album Metal Box en 1979 et influença de nombreux groupes indépendants. Il était apprécié pour ses créations audacieuses et son rejet des styles musicaux traditionnels. Les musiciens qui citent l'influence de Pil vont des Red Hot Chili Peppers à Massive Attack.
La prestation surréaliste du groupe dans l'émission American Bandstand en 1980 est devenue un moment culte, avec Lydon arrêtant son playback (suivi à la fin par les musiciens du groupe) et faisant danser et venir sur scène les membres du public. Le groupe se classa plutôt bien dans les charts américains, mais était régulièrement dépassé en termes de ventes par les rééditions des albums des Sex Pistols. Ainsi, malgré Pil, il est toujours plus connu sous le pseudonyme de Johnny Rotten.
La première composition du groupe comprenait l'ancien guitariste des Clash, Keith Levene et le bassiste Jah Wobble. Ils sortirent les albums Public Image et Metal Box. Wobble quitta alors le groupe et Lydon et Levene composèrent The Flowers of Romance. Puis vint This Is What You Want...This Is What You Get. Lydon dit à propos de cet album en 1992 que « This is What You Want c'est juste moi donnant des ordres et eux les recevant. Il n'y avait pas d'interactivité. Si j'avais une idée nulle, l'idée nulle se retrouvait sur le vinyl presque immédiatement ». Cependant, malgré la perte de qualité par rapport aux trois premiers albums, il comporte leur plus gros tube, le sarcastique This Is Not A Love Song, qui atteint la 5e place au Hit Parade en 1983.
Puis, en 1986, Public Image Limited sortit Album (aussi appelé « Compact Disc » et « Cassette »). La plupart des chansons sur cet album furent écrites par Lydon et Bill Laswell. Il continua ainsi l'incursion du groupe vers une dance-pop plus accessible. Comme le précédent album, il comporte un tube, l'hymne contre l'apartheid Rise.
En 1987 le groupe, dont les membres avaient encore changé, sortit Happy? puis 9 en 1989. En 1991 sort la chanson Criminal, composée pour le film Point Break. Après l'album That Was Is Not paru en 1992, Lydon décida de faire une pause avec PiL pour une durée indéterminée.
En 2012 sort This is Pill.

### Time Zone
En 1984, John Lydon travailla avec le groupe Time Zone sur leur single World Destruction : une collaboration entre Lydon, Afrika Bambaataa et le producteur/bassiste Bill Laswell. Le single fut la première vraie chanson rapcore ; précédant Walk This Way de Run-DMC et d'Aerosmith. La chanson apparaît sur la compilation de Afrika Bambaataa Zulu Groove. Ce duo fut arrangé par Laswell après que Lydon et Bambaataa avaient exprimé leur respect pour leurs œuvres réciproques, comme on peut le voir dans une interview datant de 1984 : 
- Afrika Bambaataa : « Je parlais à Bill Laswell et lui disais “j'ai besoin de quelqu'un qui soit vraiment disjoncté, mec” et il pensa à John Lydon. Je savais qu'il était parfait car j'avais vu ce film qu'il avait fait (Corrupt ou Copkiller et The Order of Death), je connaissais ce qu'il avait fait avec les Sex Pistols et Public Image. Alors on s'est rencontrés et on a fait une version bien déjantée, et une version dans laquelle il insultait la Reine d'une façon terrible, qui ne fut jamais éditée ».
- John Lydon : « On est entrés, on a programmé un rythme de batterie sur la machine et on a tout fait en à peu près quatre heures et demie. C'était fou. C'était vraiment, vraiment rapide ».

### Psycho's Path
En 1997, Lydon sort un album solo sur le label Virgin Records intitulé Psycho's Path. Il écrit toutes les chansons et joue de tous les instruments. Dans une chanson, Sun, il chante à travers un rouleau de papier toilette. Celui-ci ne se vend pas particulièrement bien et recevra des critiques plutôt mitigées. La version américaine inclut un remix de la chanson du groupe Leftfield Open Up. Cette chanson peut être entendue dans le menu principal du jeu All Star Baseball 2000 (Acclaim Entertainment). Elle fera aussi un hit dans les clubs américains et sera un gros tube en Angleterre.

### Films, TV, participation àI'm A Celebrity...et autres projets non musicaux
En 1983, Lydon apparait avec Harvey Keitel dans le thriller À couteau tiré (Copkiller) et The Order of Death. Alors que le film est plutôt mal accueilli, Lydon reçoit cependant quelques éloges pour son interprétation dans le rôle d'un garçon riche et psychotique. Lydon jouera peu après cela.
Au milieu des années 1990, il anime Rotten Day, une émission quotidienne écrite par George Gimarc pour une radio syndiquée américaine. Le format de l'émission était une analyse d'événements de la musique et culture populaires. Lydon fait ainsi part de ses commentaires souvent cyniques. Le show devait couvrir les années 1970-1979, mais après l'arrivée de Lydon, il sera étendu à toute la seconde moitié du XXe siècle.
Lydon apparaît dans l'émission de téléréalité américaine Judge Judy, témoignant contre son ancien batteur de tournée Robert Williams, et gagne le procès. En 2000, Lydon anime Rotten TV, une émission courte et en direct sur VH1. Le show diffusait ses commentaires mordants sur la vie politique américaine et la culture pop. Un jour, il prend Neil Young en grippe pour ne pas avoir participé à l'émission, se moquant de sa façon de chanter et faisant remarquer que Young avait un jour qualifié Johnny Rotten de « roi » dans la chanson Hey Hey, My My (Into the Black). C'était de bonne guerre cependant, puisque Rotten avait déjà un jour avoué son admiration pour les albums de Young, On the Beach et Tonight's the Night.
Il a aussi présenté un film sur le skate intitulé Sorry, de The Flip Skate Team. En 2003, il apparait en tant que juré dans un épisode de l'émission de Richard Belzer, The Belzer Connection. L'épisode en question traite du sujet suivant : « Y a-t-il eu un complot autour de la mort de la princesse Diana ? ». Lydon s'y montra plus prompt à la riposte et plus offensif que jamais, répondant à l'hypothèse d'une implication de la famille royale en disant : « Si la famille royale avait voulu assassiner quelqu'un, elle se serait débarrassée de moi il y a longtemps déjà ». La série ne durera que deux épisodes.
En janvier 2004, Lydon apparait dans le programme télé britannique, I'm a Celebrity... Get Me Out of Here! 3, laquelle se déroule en Australie. Il démontre alors qu'il est toujours capable de choquer, en traitant les téléspectateurs de « putain de cons » (« fucking cunts ») lors d'un direct. Le CSA et ITV, la chaîne diffusant le show, reçurent 91 plaintes concernant les propos de Lydon et il quittera l'émission plus tôt que prévu. Il déclarera dans une interview du journal écossais Sunday Mirror que le refus des organisateurs de lui faire savoir si le vol de sa femme avait bien atterri en était la cause. En effet, le 21 décembre 1988, lui et sa femme avaient raté de peu l'embarquement du vol 103 de la Pan Am (l'avion ayant explosé au-dessus de la ville écossaise de Lockerbie), et depuis, ils s'inquiétaient chaque fois qu'ils devaient prendre l'avion séparément. Dans une interview avant la diffusion du premier épisode, il l'avait décrit comme « merdique », et pendant toute la durée du jeu il adopte une attitude indifférente par rapport au fait de rester et menace à plusieurs occasions de quitter l'aventure. Trente heures après le départ de l'ex-star de football Neil Ruddock, Lydon quitte le show pour des raisons assez floues, bien qu'il soit apparu comme visiblement agacé par une des participantes du jeu, Jordan. Les journaux britanniques affirmeront que Lydon avait gagné 100 £ dans un pari contre Ruddock à propos de qui resterait dans le jeu le plus longtemps. Lydon, cependant, concédera qu'il sentait qu'il aurait pu gagner et que cela aurait été injuste pour les autres célébrités si cela avait été le cas.
Après Je suis une célébrité..., il présente un documentaire diffusé sur Discovery Channel à propos des araignées, intitulé John Lydon's Megabugs. Radio Times décrit alors Lydon comme « plus enthousiaste qu'expert ». Il présentera deux programmes de plus : John Lydon Goes Ape dans lequel il part à la recherche de gorilles en Centrafrique, et John Lydon's Shark Attack dans lequel il plonge au milieu des requins au large de l'Afrique du Sud.
En 2005, il apparaît dans Reynebeau & Rotten, un documentaire en cinq épisodes sur Canvas TV, la chaîne culturelle de VRT. John Lydon guide le journaliste belge Marc Reynebeau à travers la Grande-Bretagne pour la faire découvrir aux téléspectateurs belges. Quand on lui demandera pourquoi il avait été choisi comme guide, il répondra qu'il était le moins cher disponible. Après la diffusion de l'émission sur une chaîne flamande, Lydon déclarera dans une interview pour le magazine belge HUMO qu'il était très déçu par la façon dont le montage avait été réalisé, ne gardant que les passages où on le voyait faire le clown et non ceux où il donnait son avis et discutait philosophie avec Marc Reynebeau. Lydon sera aussi énervé par le fait que la production utilise des chansons des Sex Pistols, sans l'avoir consulté, pas plus que les autres membres du groupe.
En 2021, il participe à la saison 6 de The Masked Singer aux États-Unis, déguisé en bouffon.

## Vie privée
Il est marié à Nora Forster (en), le couple n'a pas d'enfants mais Lydon est comme le « grand-père » de ceux de la fille de sa femme, Ariane Forster ancienne chanteuse du groupe The Slits. Nora Forster meurt le 6 avril 2023 de la maladie d'Alzheimer.
Il partage son temps entre Los Angeles et Londres.
Fort de sa nationalité américaine, il déclare vouloir voter pour Donald Trump à l'élection présidentielle américaine de 2020.

## Hommage
Neil Young lui rend hommage dans son titre-manifeste Hey Hey, My My en 1979 :
« The king is gone but he's not forgotten
This is the story
of a Johnny Rotten »
« Le roi est mort mais jamais oublié
Voici l'histoire d'un Johnny Rotten »

### Autobiographies
John Lydon publie sa première autobiographie en 1994, intitulée Rotten: No Irish, No Blacks, No Dogs (en) et coécrite avec Keith et Kent Zimmerman.
Il explique en introduction :
« Much has been written about the Sex Pistols. Much of it has either been sensationalism or journalistic psychobabble. The rest has been mere spite. This book is as close to the truth as one can get… This means contradictions and insults have not been edited, and neither have the compliments, if any. I have no time for lies or fantasy, and neither should you. Enjoy or die… »
— John Lydon, Rotten - No Irish, No Blacks, No Dogs

« On a beaucoup écrit sur les Sex Pistols. En grande partie, c'était soit du sensationnalisme, soit du jargon de psy pour journalistes. Le reste n'a été que malveillance. Ce livre est aussi proche de la vérité que possible… Ça signifie que les contradictions et les insultes n'ont pas été corrigées, ni les compliments le cas échéant. Je n'ai pas le temps de mentir ou de fantasmer, et vous ne devriez pas non plus. Profitez-en ou allez crever… »
— Rotten - No Irish, No Blacks, No Dogs
En décembre 2005, Lydon déclare au magazine Q qu'il travaille sur une deuxième autobiographie, qui couvrirait les années PiL. Elle sort en 2014 aux éditions du Seuil sous le titre La Rage est mon énergie. Y sont évoqués la création des Sex Pistols, ses rapports avec Malcolm McLaren et les autres membres des Pistols, les années PiL.

## Discographie

### Sex Pistols
- Albums
  - Never Mind the Bollocks, Here's the Sex Pistols (Virgin, 1977)
- Compilations et albums live 
  - The Great Rock 'n' Roll Swindle (Virgin, 1979)
  - Some Product: Carri On Sex Pistols (Virgin, 1979)
  - Kiss This (Virgin, 1992)
  - Never Mind the Bollocks / Spunk (aka This is Crap) (Virgin, 1996)
  - Filthy Lucre Live (Virgin, 1996)
  - The Filth and the Fury (Virgin, 2000)
  - Jubilee (Virgin, 2002)
  - Sex Pistols Box Set (Virgin, 2002)
- Singles
  - Anarchy in the UK - 1976
  - God Save the Queen - 1977
  - Pretty Vacant - 1977
  - Holidays in the Sun - 1977
  - (I'm Not Your) Steppin' Stone - 1980
  - Anarchy in the UK (re-issue) - 1992
  - Pretty Vacant (live) - 1996
  - God Save the Queen (re-issue) - 2002

### Public Image Ltd.
- Albums
  - First Issue (Virgin, 1978)
  - Metal Box (Virgin, 1979)
  - Flowers of Romance (Virgin, 1981)
  - This Is What You Want... This Is What You Get (Virgin, 1984)
  - Album (Virgin, 1986)
  - Happy? (Virgin, 1987)
  - 9 (Virgin, 1989)
  - That What Is Not (Virgin, 1992)
  - This Is Pil  (Pil Official, 2012)
  - What the World Needs Now... (Pil Official, 2015)
- Compilations et albums live
  - Second Edition (Virgin, 1980)
  - Paris au Printemps (Virgin, 1980)
  - Live in Tokyo (Virgin, 1983)
  - Commercial Zone (PiL Records, 1983)
  - The Greatest Hits, So Far (Virgin, 1990)
- Singles
  - Public Image - 1978
  - Death Disco - 1979
  - Memories - 1979
  - Flowers of Romance - 1981
  - This Is Not a Love Song - 1983
  - Bad Life - 1984
  - Rise - 1986
  - Home - 1986
  - Seattle - 1987
  - The Body - 1987
  - Disappointed - 1989
  - Don't Ask Me - 1990
  - Cruel - 1992

### Time Zone
- Single
  - World Destruction - 1984

### Solo
- Albums
  - Psycho's Path (Virgin, 1997)
- Compilations
  - The Best of British £1 Note (Lydon, PiL & Sex Pistols) (Virgin/EMI, 2005)
- Singles
  - Open Up (with Leftfield) – 1993 –
  - Sun – 1997 –